# El amor es una cosa simple
L'amore è una cosa semplice (Versión italiana) / El amor es una cosa simple (Versión española) es el quinto álbum de estudio del cantante italiano Tiziano Ferro. Fue lanzado al mercado el 28 de noviembre del 2011 y 13 de marzo del 2012 en México. Para promocionar este álbum, previamente a su publicación, se lanzó el sencillo: «La Differenza Tra Me E Te / La diferencia entre tú Y yo» el 14 de octubre del 2011 en Italia y el 18 de octubre del 2011 en América Latina y España. Este álbum también da lugar a la gira L'amore È Una Cosa Semplice Tour que llevará al cantante italiano por varias ciudades de Europa.

## Lista de canciones
| L’Amore è Una Cosa Semplice |                               |          |  |
| N.º                         | Título                        | Duración |  |
| 1.                          | «Hai Delle Isole Negli Occhi» | 03:59    |  |
| 2.                          | «L’Amore è Una Cosa Semplice» | 04:03    |  |
| 3.                          | «La differenza tra me e te»   | 03:52    |  |
| 4.                          | «La Fine»                     | 03:47    |  |
| 5.                          | «Smeraldo»                    | 03:12    |  |
| 6.                          | «Interludio: 10.000 Scuse»    | 02:30    |  |
| 7.                          | «L’ultima Notte Al Mondo»     | 03:53    |  |
| 8.                          | «Paura Non Ho»                | 03:05    |  |
| 9.                          | «TVM»                         | 04:13    |  |
| 10.                         | «Troppo Buono»                | 04:30    |  |
| 11.                         | «Quiero Vivir Con Vos»        | 03:43    |  |
| 12.                         | «...ma So Proteggerti»        | 04:55    |  |
| 13.                         | «Per Dirti Ciao»              | 03:35    |  |
| 14.                         | «Karma (feat. John Legend)»   | 03:22    |  |
| 52:37                       |                               |          |  |

| El amor es una cosa simple |                               |          |  |
| N.º                        | Título                        | Duración |  |
| 1.                         | «Islas en tus ojos»           | 03:59    |  |
| 2.                         | «El amor es una cosa simple»  | 04:03    |  |
| 3.                         | «La diferencia entre tú y yo» | 03:52    |  |
| 4.                         | «El fin»                      | 03:47    |  |
| 5.                         | «Esmeralda»                   | 03:12    |  |
| 6.                         | «Interludio: 10.000 Scuse»    | 02:30    |  |
| 7.                         | «La última noche del mundo»   | 03:53    |  |
| 8.                         | «No tengo temor»              | 03:05    |  |
| 9.                         | «TVM»                         | 04:13    |  |
| 10.                        | «Demasiado bueno»             | 04:30    |  |
| 11.                        | «Quiero vivir con vos»        | 03:43    |  |
| 12.                        | «...ma So Proteggerti»        | 04:55    |  |
| 13.                        | «Te digo adiós»               | 03:35    |  |
| 14.                        | «Karma (feat. John Legend)»   | 03:22    |  |
| 52:37                      |                               |          |  |

## Posicionamiento en las listas musicales

### Semanales y mensuales
| Bélgica | Ultratop Valona           | 6  |
| España  | Promusicae                | 13 |
| Italia  | Lista italiana de álbumes | 1  |
| México  | Top 100                   | 77 |
| Suiza   | Lista suiza de álbumes    | 5  |

## Certificaciones
| Territorio | Organismo certificador | Certificación | Ventas certificadas | Simbolización | Ref.  |
| ---------- | ---------------------- | ------------- | ------------------- | ------------- | ----- |
| Italia     | FIMI                   | 8x Platino    | 480 000             | 8▲            | [ 6 ] |
| Suiza      | IFPI - Suiza           | Oro           | 7 500               | ●             | [ 7 ] |

## Fecha de lanzamiento
| Región | Fecha                   | Discografía |
| ------ | ----------------------- | ----------- |
| Italia | 28 de noviembre de 2011 | EMI         |
| México | 12 de marzo de 2012     | EMI         |